# 安德鲁·班尼坦迪
安德魯·塞巴斯蒂安·班尼坦迪（英語：Andrew Sebastian Benintendi，1994年7月6日—）是美國職棒大聯盟的外野手，目前效力於芝加哥白襪。他先前曾效力過紅襪、皇家與洋基等隊。班尼坦迪曾就讀於阿肯色大學，他在2015年大聯盟選秀第一輪被波士頓紅襪隊挑中。

## 業餘生涯

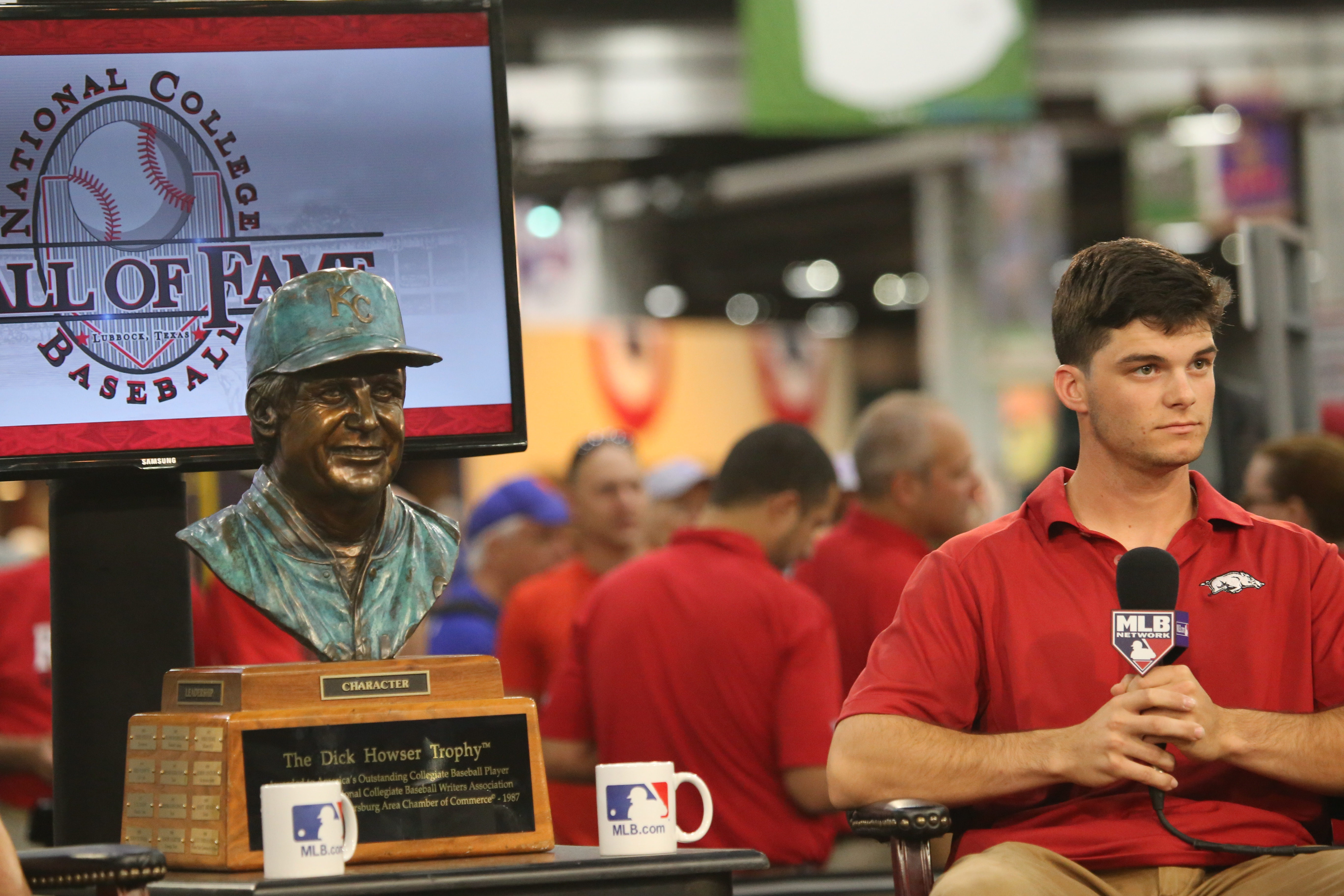
班尼坦迪在2015年領取迪克·豪瑟獎

班尼坦迪高中階段就讀於俄亥俄州馬德拉高中。高四那年，他打出了5成64打擊率、12支全壘打、57分打點、38次盜壘的成績，被評為全美高中年度最佳棒球運動員和俄亥俄州佳得樂年度最佳棒球運動員。他整個高中生涯得分199分，創下了俄亥俄州的紀錄。班尼坦迪在高中也是一名籃球球員，2011-12賽季獲得了辛辛那提問詢報第三級別年度最佳球員，並且在生涯總得分（1753分）、單賽季得分（638分）、生涯三分球命中數（180個）和單賽季平均得分（25.5分）創下了學校的紀錄。2013年美國職棒大聯盟選秀中辛辛那提紅人在第31輪挑中了班尼坦迪，但最終並未簽約。
隨後班尼坦迪進入阿肯色大學就讀，效力於阿肯色野豬棒球隊。大一那年他一共打了61場比賽，打擊三圍是.276/.368/.333，打出1支全壘打和27分打點。
2015賽季，班尼坦迪在打擊率（3成80）、全壘打（19支）、上壘率（4成89）、長打率（7成15）和保送（47次）均位列東南聯盟之首。他獲得了東南聯盟年度最佳棒球運動員，棒球美國年度最佳大學運動員，迪克·豪瑟獎和金槍獎。由於大學期間的優異表現，班尼坦迪被認為是2015年大聯盟選秀上的頂級新秀之一。

## 職業生涯

### 波士頓紅襪
波士頓紅襪在2015年美國職棒大聯盟選秀中第一輪第七順位挑中班尼坦迪。他與紅襪隊簽約，簽約金為360萬美元。班尼坦迪職業賽的首次亮相是代表小聯盟短1A的洛威旋球。2015年他為1A的格林維爾駕駛出賽19場，打擊率3成51，OPS高達1.011。2016年班尼坦迪從高階1A的塞勒姆紅襪起步，5月15日升上了2A的波特蘭海狗。

#### 2016年
在被選中僅僅421天后，紅襪隊在2016年8月2日把班尼坦迪從2A直接升上了大聯盟。同日他完成了大聯盟首秀，在對西雅圖水手的比賽中代打登場。第二天他從岩隈久志手上擊出了他在大聯盟的首支安打。8月21日，班尼坦迪在對底特律老虎的比賽中擊出大聯盟生涯的首支三壘安打和全壘打。
10月6日在美聯分區賽對克里夫蘭印地安人的第一場比賽中，班尼坦迪的季後賽首打席就從崔佛·鮑爾手中擊出全壘打，他也成為紅襪隊史上在季後賽擊出全壘打最年輕的球員。但紅襪隊在這個系列賽中0比3被印地安人隊橫掃出局。

#### 2017年
2017年班尼坦迪進入了紅襪隊的揭幕戰名單，在對匹茲堡海盜的比賽中擔任第二棒。7月4日在對德州游騎兵的比賽中，班尼坦迪打出了5支5、2支全壘打、1支二壘安打和6分打點的成績。2017年班尼坦迪共出賽151場，打擊率2成71，20支全壘打，90分打點。在美聯分區賽對陣最終的冠軍休士頓太空人的系列賽中，他共打出1支全壘打和2分打點，打擊率2成50。
班尼坦迪在該年的美國聯盟最佳新人評選中得票數排名第二，僅次於亞倫·賈吉。

#### 2018年
2018年班尼坦迪繼續進入紅襪隊的開季名單。他通常被安排在穆奇·貝茲之後第二棒的位置，鎮守左外野。上半球季他的打擊三圍為.293/.379/.515，並且有14支全壘打和55分打點。他入選了2018年美國職棒大聯盟全明星賽的最終投票名單，但最終未能入選。

### 堪薩斯市皇家
2021年2月10日，紅襪、皇家與大都會進行交易。紅襪得到Franchy Cordero、Josh Winckowski與3名日後指定球員、皇家得到班尼坦迪、大都會獲得新秀Khalil Lee。

## 個人生活
班尼坦迪是義大利後裔，他的祖父當年從義大利移民到美國。

## 外部鏈接
- 球員資訊和成績在MLB ，ESPN ，Retrosheet ，Baseball Reference ，Baseball Reference (Minors) ，Fangraphs ，The Baseball Cube （英文）
- Arkansas Razorbacks bio
- 安德魯·班尼坦迪的X（前Twitter）
- 安德魯·班尼坦迪的Instagram帳戶